# Асеведо, Шерон
Шерон Эвелин Асеведо Тангарифе (исп. Sharon Evelin Acevedo Tangarife, род. 15 октября 1993, Богота) — колумбийская регбистка, полузащитник схватки. Участница летних Олимпийских игр 2016 года, двукратная чемпионка Игр Центральной Америки и Карибского бассейна 2014 и 2018 годов.

## Биография
Шерон Асеведо родилась 5 марта 1993 года в колумбийском городе Богота.
Играла в регби за «Аталантас» из Медельина.
Дважды выигрывала золотые медали Игр Центральной Америки и Карибского бассейна — в 2014 году в Веракрусе и в 2018 году в Барранкилье.
В 2015 году участвовала в Панамериканских играх в Торонто, где колумбийки заняли 5-е место в турнире по регби-7.
В 2016 году вошла в состав женской сборной Колумбии по регби-7 на летних Олимпийских играх в Рио-де-Жанейро, занявшей 12-е место. Провела 5 матчей, набрала 5 очков в матче со сборной Кении.

## Семья
Младшая сестра — Николь Асеведо (род. 1994), колумбийская регбистка. В 2016 году участвовала в летних Олимпийских играх в Рио-де-Жанейро.